# Melissa Anderson
Melissa Anderson, ook wel Melissa Horton is een personage uit de soapserie Days of our Lives.

## Personagebeschrijving
Melissa werd geboren in 1971 als de dochter van Linda Patterson en Jim Philips. Linda had een verhouding met Mickey Horton en dacht dat hij de vader was, maar na een bloedtest na de geboorte bleek haar ex Jim Philips de vader te zijn. Jim keerde terug naar Salem en trouwde met Linda. Ze verhuisden naar Boston.
In 1975 keerde Linda met Melissa terug en probeerde Mickey, die aan geheugenverlies leed, ervan te overtuigen dat Melissa zijn dochter was. Toen Linda in 1978 met Bob Anderson trouwde nam ze de achternaam Anderson aan. In 1980 verliet Linda Salem met Melissa op vraag van Bob.
In 1982 kwam Melissa, die inmiddels een tiener was, alleen terug naar Salem en trok in bij Mickey Horton en zijn vrouw Maggie Horton. Later werd ze door hen geadopteerd. Melissa werd goed bevriend met haar adoptienicht Hope Williams.